# Kávos (ort i Grekland, Joniska öarna)
Kávos (engelska: Kavos, Cavos) är en ort i Grekland.   Den ligger i prefekturen Nomós Kerkýras och regionen Joniska öarna, i den västra delen av landet, 300 km väster om huvudstaden Aten. Kávos ligger 70 meter över havet och antalet invånare är 685. Den ligger på ön Korfu.
Terrängen runt Kávos är platt. Havet är nära Kávos åt sydost.  Närmaste större samhälle är Igoumenitsa, 18,6 km nordost om Kávos. 